# Халла
Халла (ест. Halla) — село в Естонії, входить до складу волості Вастселійна, повіту Вирумаа.
За даними перепису 2011 року в селі проживало 4 особи.